# Matija Čak Trenčinski
Matija Čak Trenčinski (madžarsko: Csák nembeli III. Máté ali Trencséni Máté; slovaško: Matúš Čák III. ali Matúš Čák Trenčiansky), ogrski plemič in palatin, * ok. 1260, † 18. marec 1321, Kraljevina Ogrska.
Na vrhuncu moči je vladal severozahodnim županijam Ogrske, ki se danes nahajajo na Slovaškem.

## Življenjepis
Ogska plemiška družina Čakov (tudi Chak, Csák, Chaak) je izhajala iz pokrajine Esztergom, kjer je imela v lasti številna posestva na ozemlju današnje Slovaške, zlasti okoli Trenčina. Čeprav je bilo območje polno slovanskega prebivalstva se Matija Čak ni imel za Slovaka in je kot ostalo madžarsko plemstvo pripadal t.i. Natio Hungarica (ogrskemu narodu).
Leta 1278 je Matija Čak vodil ogrsko lahko konjenico v vojski cesarja Rudolfa I. proti češkemu kralju Otokarju II. Přemyslu na Moravskem polju. Leta 1291 je bil na čelu vojske Andreja III., ki je osvojil Bratislavo izpod zasedbe Henrika iz Kisega. Nagrajen je bil s činom upravitelja kraljevih konjušnic in bratislavskega žubata. Kasneje je prenehal sodelovati s kraljevo politiko in se v znak protesta odrekel uradu. Zatekel se je na svojo posest, katere središče je bil od leta 1296 Trenčin. Da bi mu odvzel premoženje in ga ponižal, je kralj Ondrej III. proti njemu poslal odpravo, ki pa ni bila uspešna. Matija Čak je od tedaj vodil politiko, ki je sledila njegovim osebnim ciljem, čemur je namenil vsa sredstva, ki jih je omogočal takratni politični vakuum. Po smrti Andreja III. je podpiral nasledstvo češkega kralja Venčeslava III., hkrati pa je pomagal premagati njegovega nasprotnika Karla I. Venčeslav mu je zato dodelil sedež Trenčina in Nitre, že naslednje leto pa je z Abovci prestopil na stran svojega nedavnega sovražnika Karla I. Roberta.
Od leta 1304 je deloval kot neodvisen vladar. Prav tako je prenehal podpirati kralja Karla. Leta 1310 je bil imenovan za zakladnika in enega od treh palatinov v državi, ki je imel teritorialno pristojnost nad Zgornjo Ogrsko. Na vrhuncu svoje moči med letoma 1311 in 1312 je vladal ali nadzoroval 14 županij in imel v lasti več kot 50 grajskih posesti. Njegov vpliv je segal do Spiša, nadzoroval je Zvolensko županijo in mnoga posestva. V Prekodonavju mu je pripadal grad Višegrad. Zahvaljujoč svoji neomejeni moči na zaupanih območjih države je začel odvzemati in lastiti posestva nenaklonjenih plemičev. Ker je to storil tudi cerkvi, so mu leta 1311 službe uradno odvzeli, kralj pa kljub temu ni imel možnosti, da bi mu odvzel vso moč. Matija Čak je na Trenčinskem gradu oblikoval svoj sedež, medtem ko je še vedno deloval kot samostojni monarh. Do leta 1318 je bil njegov palatin Felicián Zach. Leta 1314 je kot zaveznik avstrijskega vojvode Friderika Habsburškega vdrl na Moravsko in pri gradu Holíč odbil vojsko Ivana Luksemburškega.
Po bitki pri Rožanovcih 15. junija 1312, so njegove čete na bojišče prispele prepozno, zato se je Čak zatekel v svojo državo. Leta 1317 je želel ustanoviti svojega kastelana z zasedbo Nitre. Zajel in požgal je grad Nitra, ob tem pa je zgorel arhiv katedrale s številnimi dragocenostmi in dokumenti. Leta 1318 je umrl njegov edini sin Matija IV., zato je za naslednika izbral svojega sorodnika Štefana Čecha iz rodbine Šternberkov, preko premoženja katerega je bila Matijeva posest povezana z Moravsko. Kralj Karel je s pomočjo magistra Donča zasegel del Matijevih posesti. Zoper njega se je postavil celo nitranski škof, ki ga je cerkveno izobčil. Kljub vsemu je Matija Čak Trenčinski vladal posesti v Nitranski, Bratislavski in Trenčanski prestolnici neomejeno in neodvisno vse do svoje naravne smrti 18. marca 1321.
Njegov pomen dokazuje dejstvo, da je bil del zahodne Slovaške že v 15. stoletju omenjen (na primer v kroniki Johannesa de Thurocza) kot terra mathie - Matijeva zemlja.

## Glorifikacija osebnosti Matije Čaka Trenčinskega
Matija Čak Trenčinski je ena izmed vidnejših osebnosti slovaške zgodovine in literature. Za številne generacije slovaških narodnih voditeljev je postal narodni junak, ki se je upiral madžarski oblasti, Matijeva dežela pa je postala nekakšen prototip slovaške kneževine, ki je imela pomembno vlogo v slovaškem narodnoopreporodnem obdobju. V tem duhu je bil prikazan kot nosilec emancipatornih in zgodovinskih idej, ki prikazujejo Slovaško in Slovake kot enakopravno celoto in narod v večetnični Madžarski. Po eni strani je s svojo dejavnostjo omogočil prebivalcem Zgornje Ogrske dalj časa neodvisno življenje od madžarskega monarha in s tem ustvaril pogoje za zavest o etnični posebnosti tamkajšnjega pretežno slovaškega prebivalstva, po drugi strani pa je njegovo plenilsko fevdalno vedenje, značilno za obdobje fevdalnih nemirov, zaviralo razvoj gospodarstva in družbe, kar je skupaj z nenehnimi vojnami zdesetkalo in obubožalo prebivalstvo.
Starejše slovaško zgodovinopisje iz časa družine Štúrov je Matijo Čaka Trenčinskega slavilo kot slovaškega narodnega velikana.
Rojstni kraj Matije Čaka ni znan, družina Čákov je madžarskega porekla. Matijev oče Peter in njegov stric sta bila viteza kraljev Štefana in Ladislava. Oba sta se izmenjevala v najvišjih sodnih vrstah. Za njimi je Matej Čak Trenčiansky podedoval posesti, raztresene po vsej Slovaški. Zadal si je, da si bo pridobil še vse druge. Matija Čak Trenčinski je bil tip grabežljivega fevdalca, vojaka-viteza in hkrati tip preračunljivega diplomata. Njegove družinske vezi z moravskim plemstvom so pogojevale odnose Slovaške s sosednjo Moravsko. Tudi v času največjega razcveta se Matijevo kraljestvo ni raztezalo na celotnem etnično slovaškem ozemlju, saj je bila vzhodna Slovaška domena družine Omodej.